# Феба (Леукипова кћерка)
Феба (грч. Φοίβη) је у грчкој митологији била Леукипова кћерка.

## Митологија
Феба је била Леукипова кћерка, Хилерина сестра, Атенина свештеница. Сестре су називане Леукипидама. Њих су отели Диоскури, због чега су их Афарејеви синови, Ида и Линкеј исмевали пред Парисом како су то урадили без уобичајених дарова. Због тога су Диоскури Афареју украли говеда, како би их дали Леукипу. Феба је Диоскуру Полидеуку родила Мнесилеја или Мнасиноја.